# Depresión melancólica
La depresión melancólica consiste en un subtipo de depresión definido por diversas características, tanto sintomáticas como de curso, que puede considerarse cualitativamente diferente de la depresión no melancólica. Se ha discutido acerca de la validez de la melancolía como subtipo de depresión. Sin embargo, numerosos elementos apoyan la hipótesis de la melancolía como una categoría diagnóstica independiente. Hoy día suele considerarse un subtipo del trastorno depresivo mayor. Se trata de una forma severa de depresión.
Las depresiones melancólicas configuran un subgrupo considerablemente homogéneo de depresiones, a diferencia de las no melancólicas, que conforman una agrupación mucho más heterogénea.

## Características
Las depresiones melancólicas se caracterizan por la presencia de una agrupación de síntomas afectivos, cognitivos, psicomotores y vegetativos. Los más habitualmente descritos son el retardo psicomotor, el insomnio tardío, el empeoramiento matutino, la pérdida de peso, agitación, sentimiento de culpa, anhedonía, etc.

## Epidemiología
La incidencia de depresión melancólica se incrementa con los climas fríos y la escasez de horas de sol. Aproximadamente un 10% de los pacientes con depresión presentan este tipo.

## Formas clínicas
Los estados melancólicos adquieren diversas formas clínicas, en función de diversos factores, como edad de inicio, antecedentes personales, carga afectiva familiar; contexto cultural y consumo de alcohol o drogas. Las principales formas clínicas son la depresión melancólica bipolar, la melancolía delirante, el síndrome de Cotard, y la melancolía no delirante.

## Tratamiento
Puede incluir farmacoterapia con antidepresivos, terapia electroconvulsiva y psicoterapia de apoyo.